# Florentino Ameghino
Florentino Ameghino (ur. 19 września 1853 w Moneglii, zm. 6 sierpnia 1911 w La Placie) – argentyński zoolog, paleontolog i antropolog.
Był synem włoskich emigrantów; niektóre źródła podają, iż antropolog urodził się we Włoszech. Był samoukiem. Poświęcił swoje życie studiom dotyczącym południowej Pampy. Zebrał olbrzymią kolekcję skamielin, która umożliwiła mu badania w dziedzinie geologii i paleontologii. Zajmował się prehistorią człekokształtnych na terenie Pampy. Wysunął kilka kontrowersyjnych teorii, dotyczących pochodzenia człowieka na kontynencie południowo-amerykańskim.
Ameghino był profesorem zoologii Uniwersytetu w argentyńskiej Kordowie, wicedyrektorem Muzeum w La Plata oraz dyrektorem Muzeum Narodowego w Buenos Aires. Zmarł na cukrzycę.
Imieniem Ameghino zostały nazwany jeden z kraterów na Księżycu (Ameghino) oraz jedna z jednostek terytorialnych w północno-zachodniej części prowincji Buenos Aires.
Jego bratem był inny argentyński paleontolog i odkrywca Carlos Ameghino.

## Dzieła
- La antigüedad del hombre en el Plata y Los Mamíferos fósiles en la América Meridional (1878)
- Filogenia (1884)
- Contribución al conocimiento de los mamíferos fósiles de la República Argentina (1887)
- Contribución al conocimiento de los mamíferos fósiles de la República Argentina (1889)
- Filogenia, principios de clasificación transformista basados sobre leyes naturales y proporciones matemáticas (1889)
- Formaciones sedimentarias del Cretáceo Superior y del Terciario de Patagonia (1906)